# Dumplin'
Dumplin' es una película estadounidense de comedia dirigida por Anne Fletcher, a partir de un guion desarrollado por Kristin Hahn. Basada en la novela homónima de Julie Murphy, protagonizada por Danielle Macdonald y Jennifer Aniston, con la participación de Odeya Rush. En septiembre de 2018, Netflix adquirió los derechos de distribución de la película. Ésta fue estrenada en la plataforma el 7 de diciembre del mismo año, solo en Estados Unidos.

## Sinopsis
La película sigue la historia de la texana Willowdean (Danielle Macdonald), cuya madre (Jennifer Aniston) es una exreina de belleza que se encuentra organizando audiciones para el certamen próximo. Dumplin', apodo dado por su madre, es una joven obesa que retando a su madre, decide inscribirse en el concurso como forma de protesta contra el sistema. Lo que no se imagina, es que incentivará a otras jóvenes diferentes al estereotipo de belleza a apoyar su causa.

## Reparto
- Danielle Macdonald como Willowdean Dickson «Dumplin'».
- Jennifer Aniston como Rosie Dickson.
- Odeya Rush como Ellen Dryver.
- Maddie Baillio como Millie Michalchuk.
- Bex Taylor-Klaus como Hannah Perez.
- Luke Benward como Bo Larson.
- Georgie Flores como Callie Reyes.
- Dove Cameron como Bekah Cotter.
- Harold Perrineau como Lee Wayne / Rhea Ranged.
- Kathy Najimy como la señora Michalchuk.
- Ginger Minj como Candee Dish.
- Hillary Begley como Lucy Dickson.
- Sam Pancake como Dale.
- Dan Finnerty como Eugene Reed.

## Producción
El 15 de marzo de 2017, Jennifer Aniston fue anunciada dentro del reparto de la película, interpretando a Rosie Dickson, la madre de la protagonista. El 13 de junio de 2017, Danielle Macdonald fue confirmada en el papel principal. El 15 de agosto de ese mismo año, Odeya Rush fue confirmada dentro del elenco para encarnar a Ellen, la mejor amiga de Willowdean. El 21 de agosto, Dove Cameron, Luke Benward, Bex Taylor-Klaus, Maddie Baillio, Georgie Flores y Ginger Minj, completan el reparto de la película.
El rodaje de la película dio inicio el 21 de agosto de 2017, en Covington (Georgia)  y finalizó el 8 de octubre.